# Sedenia achroa
Sedenia achroa är en fjärilsart som beskrevs av Oswald Beltram Lower 1902. Sedenia achroa ingår i släktet Sedenia och familjen Crambidae. Inga underarter finns listade i Catalogue of Life.